# Mathias Matz
Mathias Bundsgaard Matz (født 9. juli 1998 i Ballerup) er en cykelrytter fra Danmark, der kører for CO:PLAY-Giant Store.

## Karriere
Efter at Mathias Matz havde dyrket løbesport hos Ballerup Atletik Klub, begyndte han i 2016 at køre cykelløb som licensrytter for ABC Københavns juniorhold. I 2017 begyndte han som seniorrytter i C-klassen, og igennem sæsonen kørte han nok point ind, så han i 2018-sæsonen begyndte i den danske A-klasse. Matz’ første løb på over 200 km var i september ved den sidste afdeling af DCU Cup. Det blev til ti top-10 placeringer i løbet af 2018-sæsonen.
I november 2018 blev det offentliggjort at Mathias Matz fra 2019 havde skrevet kontrakt med det danske UCI-kontinentalhold BHS-Almeborg Bornholm. Her kørte han i to sæsoner, og vandt i 2020 blandt andet bronzemedalje ved U23-DM i linjeløb. Fra 2021 skiftede han til DCU Elite Teamet Team CO:PLAY-Giant fra Amager. Det skete fordi han ville køre flere hjemlige løb, og ikke så mange i udlandet, da han ville prioritere sine studier i molekylær biomedicin på Københavns Universitet. Fra 2021 til 2023 har han hvert år vundet mindst ét løb i den danske A-klasse. 